# 尤里·尤里耶维奇·涅斯捷连科
尤里·尤里耶维奇·涅斯捷连科（羅馬化：Yuriy Yur'yevich Nesterenko；1981年3月24日—）是俄罗斯政治人物，第八届国家杜马议员。他也曾于2014年至2023年间担任辛菲罗波尔市议会议员。